# Salesforce
Salesforce, Inc. er en amerikansk cloud-baseret softwarevirksomhed. De tilbyder customer relationship management (CRM) software og applikationer fokuseret på salg, kundeservice, marketing automation, analyse og applikationsudvikling.
Virksomheden blev etableret i 1999 af tidligere Oracle executive Marc Benioff, sammen med Parker Harris, Dave Moellenhoff og Frank Dominguez som en software as a Service (SaaS) virksomhed.